# Drebkau
Drebkau (en bas sorabe : Drjowk) est une ville allemande située dans l'arrondissement de Spree-Neisse en Brandebourg.

## Personnalités liées à la ville
- Richard von Wentzel (1850-1916), homme politique né à Jehserig.